# ウワバミソウ
ウワバミソウ（蟒蛇草・蟒草、学名: Elatostema involucratum）は、イラクサ科ウワバミソウ属に分類される多年性植物。別名、ミズナ、ミズともよばれ、水の綺麗な沢沿いに生える山菜としても珍重される。山陰地方ではタキナ（滝菜）ともよばれる。

## 名称
和名「ウワバミソウ」の由来は、野生場所がウワバミ（大蛇）の住みそうな所に生えている草という意味から名付けられている。また水分が多くて瑞々しい、あるいは水際や湿地に生えることから山菜名のミズナ（水菜）やミズという方言名も一般に親しまれており有名である。その他の別名で、イワソバ、シズクナ、ミズブキ、ヨシナ、タニフサギ、トロログサともよばれている。ヨシナは、「好菜」または「佳し菜」と書かれる富山県のほうの地方名である。中国名は、樓梯草。
根元から茎にかけて赤いものは、アカミズ（赤ミズ）ともよばれている。

## 特徴
日本では沖縄を除く、北海道・本州・四国・九州の各地に分布し、山沿いの平地から丘陵、山間部の渓流わきや、水気の多い岩場、湿った林の中などに群生する。森の中など比較的日陰を好み、流れがほとんど視認できない水をたっぷり含んだ沢の近くの腐葉土層ほどよく成長する。

## 形態・生態

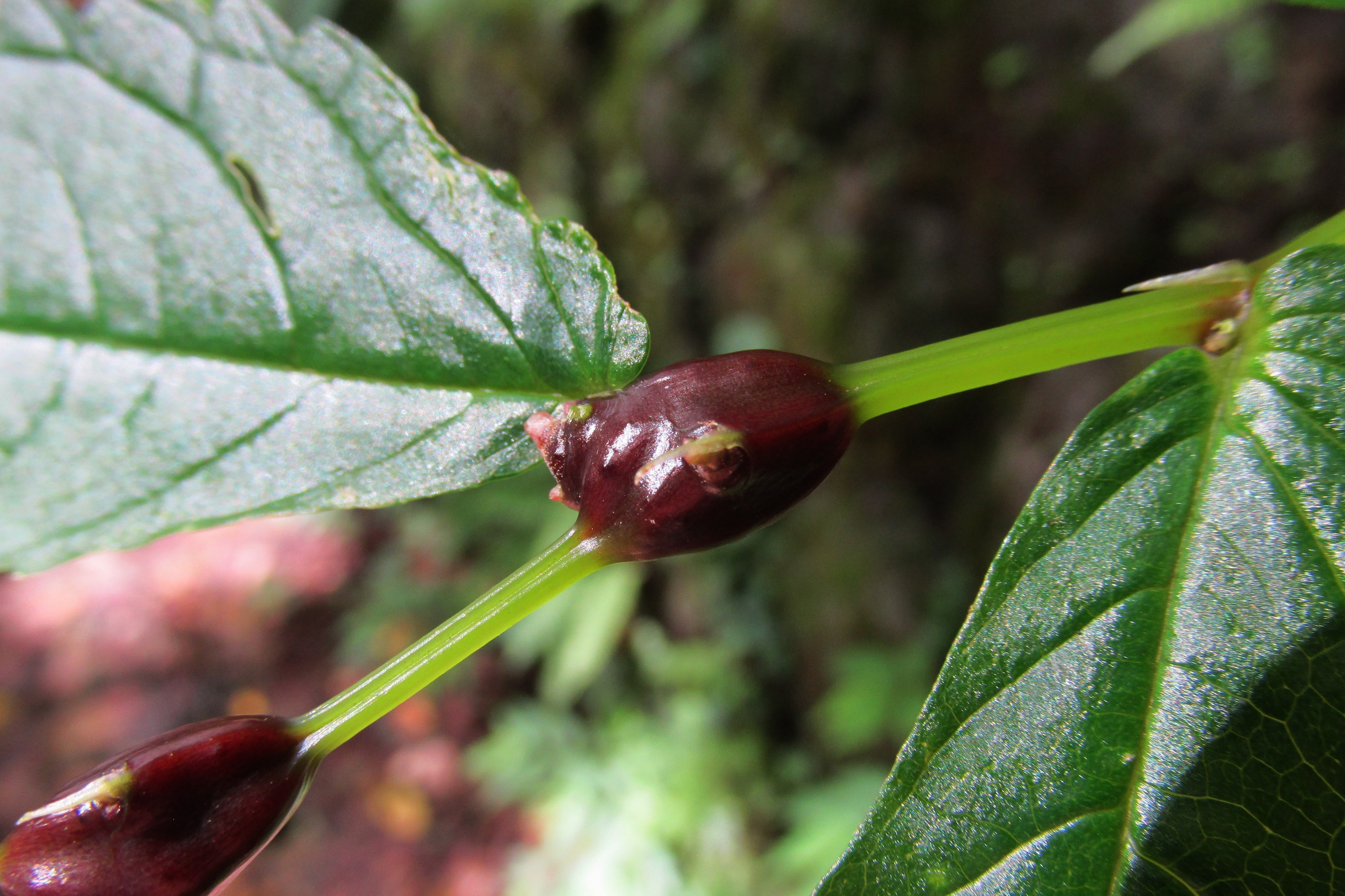
赤ミズの葉の付け根にできたムカゴ。

多年生草本。根茎は短く横に這う。標準的な草丈は30 - 50 cmで、茎は根元が赤みを帯び、多肉質でやわらかく、斜めに立ち上がる。好条件の場所であれば、茎の太さは直径1 cm近くにもなる。葉は先の尖ったゆがんだ卵形から長楕円形で、葉先が尾状に尖り、葉柄がなく直接茎に互生する。葉の縁には粗い鋸歯がある。
花期は晩春から初夏にかけて（4 - 8月ごろ）。雌雄異株。葉の付け根に緑白色から淡黄色の小さな花が集まって咲く。雄株の雄花は、長い花柄がついて立ち上がって咲く4弁花である。雌株の雌花は花序の柄が短く（無柄）、ほとんど葉腋にかたまって3弁花を球状に咲かせる。
秋になると、葉の根元の節が肥大してむかご状となり、地面に倒れ落ちて、そこから芽を出して新しい苗をつくり繁殖する。冬には地表部分は枯れるが、根は生きており、春にはまた芽が出る。

## 利用

### 薬用
特別な効用を持った成分はないが、斜めに延びた赤紫色を帯びる茎と、短く紅色を帯びた根茎は、つぶすと粘液質を含む。この粘液が皮膚面を保護する作用があり、皮膚の外傷回復を早める働きがある。虫刺されや小さな切り傷、すり傷に生の茎や根をすりつぶした粘液を患部につけると、早期治癒に役立つとされている。

### 食用
淡緑色の若葉は、癖がなくて味がよい山菜として食べられていて、地上部の茎葉を根際から摘みとる。採取時期は暖地が4 - 5月ごろ、東北地方や北海道などの寒冷地では6月ごろが適期といわれているが、堅くならないので、晩春から秋口までいつでも食べられる。春よりも夏から秋の方が茎が太く、たたいたときのぬめりもよく出る。ふつう葉は取り除かれて茎だけを使い、塩ひとつまみ入れた鍋で茹でて水にさらし、おひたし、ごまやクルミなどの和え物、炒め物、煮物、汁物、酢の物、卵とじなどにする。6 - 7月ごろのよく生育した太った茎や葉はかたくなっているので、表皮の薄皮を剥いて茎だけを軽く茹でて冷水で冷まして使われる。また、生は天ぷら、炒め物でも食べられる。クセのない穏やかな味わいで、さまざまな料理に向いており、茎はシャリシャリした食感があり、味だけでなく歯触りも楽しまれている。
葉の根元から5 cmくらいの部分を、生のまま細かく刻むか、包丁の背でたたいてぬめりを出し、とろろのように醤油と鰹節で食べる方法もある。根や根元の赤い茎は粘りが強いことから、よく土や絡んだ腐葉土を取り除いた後に皮を剥き、生のまま細かく刻み、包丁の背などでたたくと、とろろのように粘りが出る。これを醤油で味付けしたものは、酒の肴に向く。包丁で細かく刻み、すり鉢ですって、酢、味噌、砂糖を加えた甘酢味噌で調理すると、ミズトロロになる。
夏から秋（9 - 10月ごろ）に茎の節にできるむかごも食用になり、さっと茹でてそのまま食べたり、塩漬け、浅漬け、醤油漬け、ピクルス、三杯酢にする。むかごを塩漬けにしたものは、広く販売されている。

## 文化
落語の演目のひとつ『そば清』に登場するおなじみの草といわれ、「旅先で人間を丸のみにしたウワバミ（大蛇）が腹ごなしにこの草を食べるのを偶然見かけたという大食い男が、一計を案じて儲けのために参加したもり蕎麦の大食い競争で、もう無理と思ったときに大蛇の真似をして隠し持っていたこの草を食べたら、自分の体が融けてしまった」という小話である。

## 近縁種
ウワバミソウの外見は類似種のヤマトキホコリ（学名: Elatostema laetevirens、イラクサ科）に似ており、ヤマトキホコリも「ミズナ」とよばれており、ウワバミソウとよく混同されている。ヤマトキホコリは両性花で葉腋に集まって花を咲かせ、茎の根元が淡緑色なので地方名でアオミズ（青ミズ）と呼ばれている。雌雄同株で、花期が遅く、葉は黄色味をおび、葉の先が尾状にならない点で区別できる。東北地方では根元まで青いものを青ミズ（ヤマトキホコリ）と呼んで食用にし、根元が赤く葉の付け根に小豆色のムカゴができるものを赤ミズ（ウワバミソウ）と呼んでいる。近縁種のヒメウワバミソウ（E. japonicum）も同様に食用とされる。
アオミズ（学名: Pilea pumila、イラクサ科）もウワバミソウに似ており、相違点はアオミズのほうは葉が向き合っていることから容易に区別がつく。